# María Nieves Sánchez Fernández
María Nieves Sánchez Fernández, en religion María Nieves de la Sagrada Familia (Marie des Neiges de la Sainte Famille), née le 2 mai 1900 à Villanueva de Córdoba en Espagne, morte le 1er mai 1978 à Cordoue, est une religieuse espagnole, membre de la congrégation des Filles de Marie des écoles pies.
Le pape François la reconnaît vénérable en 2016. Elle est fêtée le 1er mai.

## Biographie
María de las Nieves (Marie des Neiges) Sánchez y Fernández naît le 2 mai 1900 à Villanueva près de Cordoue en Espagne,.
Elle entre dans la congrégation des Écoles Pies, appelée aussi congrégation des Filles de Marie des écoles pies, en Espagne,.
Réputée pour sa sainteté, elle meurt le 1er mai 1978 à Cordoue.

## Procédure en béatification
La première phase de la procédure pour son éventuelle béatification est ouverte dans le diocèse de Cordoue le 11 décembre 1991. À l'issue de l'enquête diocésaine, le dossier est transmis à Rome auprès de la Congrégation pour les causes des saints, avec la Positio sur la vie et les vertus envoyée à la congrégation romaine le 12 mars 1999. 
Le pape François approuve le 4 mars 2016 la reconnaissance de l'héroïcité de ses vertus et la reconnaît ainsi vénérable,.
Sa fête est fixée au 1er mai.